# Данте Зеккі
Данте Зеккі (італ. Dante Secchi, 14 серпня 1910 — 17 лютого 1981) — італійський академічний веслувальник.
Срібний призер Олімпійських Ігор 1936 року в складі вісімки.
Чемпіон Європи 1937 року в складі вісімки, срібний призер 1933 року в складі вісімки, бронзовий призер 1938 року в складі вісімки.